# Szczeciniak rdzawy

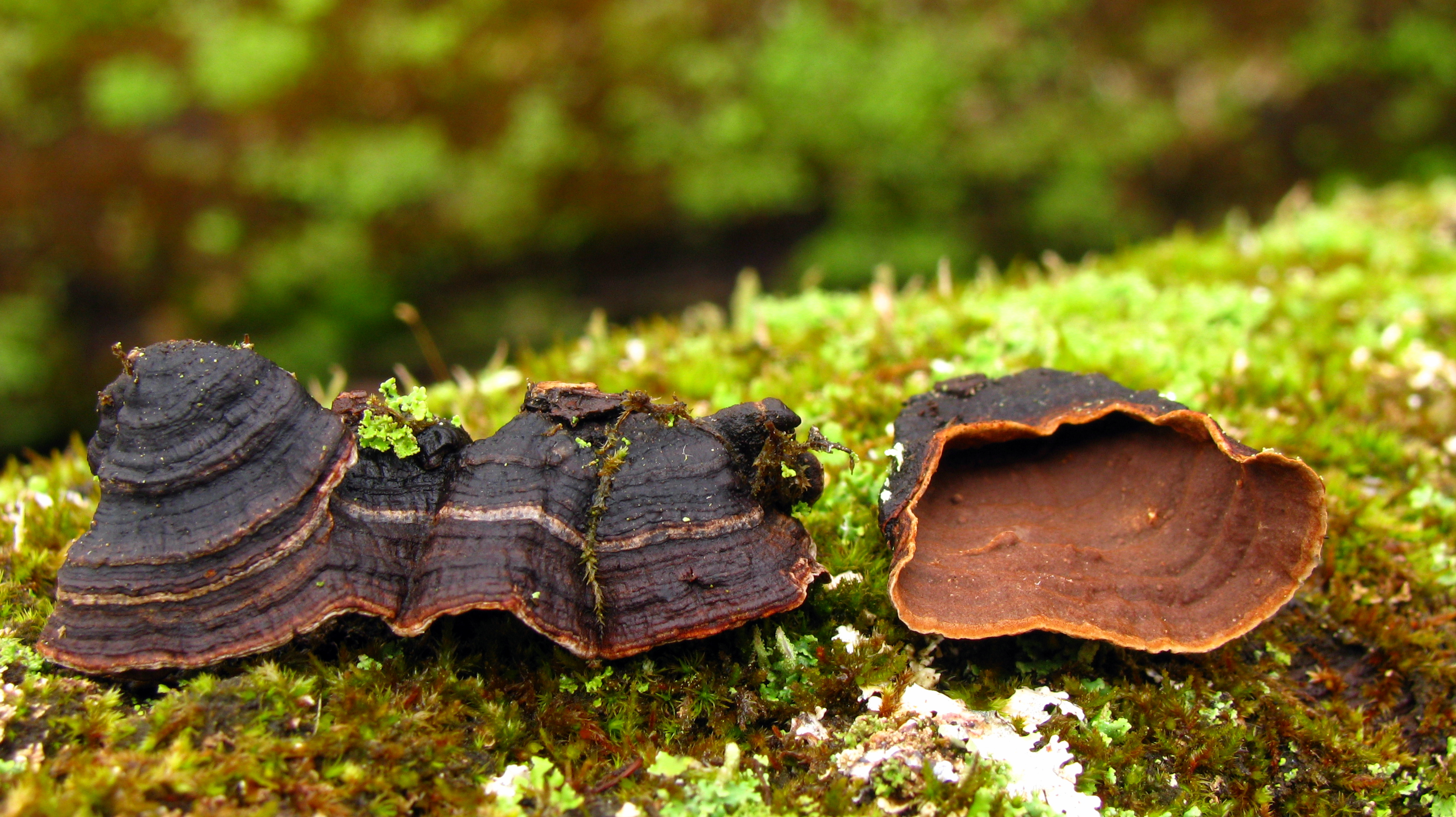

Szczeciniak rdzawy (Hymenochaete rubiginosa (Fr.) Lev.) – gatunek grzybów z rodziny szczeciniakowatych (Hymenochaetaceae).

## Systematyka i nazewnictwo
Pozycja w klasyfikacji według Index Fungorum: Hymenochaete, Hymenochaetaceae, Hymenochaetales, Incertae sedis, Agaricomycetes, Agaricomycotina, Basidiomycota, Fungi.
Po raz pierwszy takson ten zdiagnozował w 1785 r. James Dickson nadając mu nazwę Helvella rubiginosa. Obecną, uznaną przez Index Fungorum nazwę nadał mu w 1846 r. Joseph-Henri Léveillé, przenosząc go do rodzaju Hymenochaete.
Synonimów naukowych takson ten ma 16.
W 1968 r. Barbara Gumińska i Władysław Wojewoda podali nazwę szczecinkowiec rdzawy, w 2003 r. W. Wojewoda zmienił ją na szczeciniak rdzawy. W polskim piśmiennictwie mykologicznym gatunek ten opisywany był też jako pleśniak rdzawy i skórnik rdzawy (jest ona niespójna z aktualnym nazewnictwem naukowym w Index Fungorum).

## Morfologia
Owocnik
Bardzo cienki, przyrośnięty do drzewa tylko środkową częścią, troszkę dzwonkowaty, odstający od podłoża na odległość do 2 cm, gęsto dachówkowaty; ciemny, czerwonobrązowy z wąskim czarnym pasem.
Warstwa zarodnikonośna
Czerwonobrązowa; gładka, z ostrymi szczecinkami na powierzchni widocznymi tylko przy dużym powiększeniu, przeważnie pokrywające dużą powierzchnię drewna i zrastające się kapelusikami; niektóre okazy nie mają brzegów kapelusza.
Miąższ
Ciemnobrązowy, łykowaty.

## Występowanie i siedlisko
Poza Antarktydą występuje na wszystkich kontynentach, także na wielu wyspach. W Polsce jest pospolity.
Rozwija się przeważnie na pniakach lub pniach obumarłych dębów lub kasztanach jadalnych.